# Убиство Рејшарда Брукса
Рејшард Брукс био је 27-годишњи Афроамериканац упуцан и убијен у америчком граду Атланти од стране тамошњег полицајца навечер 12. јуна 2020. Полиција Атланте је саопштила како је једна од њених патрола позвана у ресторан „Вендис” након дојаве да је Рејшард пријављен јер је спавао у аутомобилу који је блокирао пролаз другим учесницима у саобраћају. Приликом хапшења дошло је до гурања и Брукс је једном од полицајаца зграбио електрошокер, а потом је упуцан од позади.
На снимку оближње надзорне камере могло се видети како је Рејшард Брукс бежао од полицијских службеника, а затим се окренуо, подигао руке циљајући полицајце електрошокером, а затим окреће леђа када је и упуцан.
Обдукцијом је такође утврђено да је смрт Рејшарда Брукса убиство изазвано повредама нанетим ватреним оружјем.
Бруксова смрт изазвала је велике протесте на улицама Атланте. Инцидент се догодио усред великих тензија у америчком друштву после смрти, такође Афроамериканца, Џорџа Флојда у Минеаполису током полицијског привођења.